# Anders Ström
Anders Ström (* 21. August 1901 in Mora; † 20. September 1986 in Mora) war ein schwedischer Skilangläufer.
Ström, der für den IFK Mora startete, wurde im Jahr 1924 Sechster beim Wasalauf. Bei seiner einzigen Olympiateilnahme 1928 in St. Moritz errang er den siebten Platz über 50 km. Im folgenden Jahr belegte er den vierten Platz beim Wasalauf. Zwei Jahre später gewann er den Wasalauf.